# 越南共产党中央政治局常务委员会
越南共产党中央政治局常务委员会是越南共产党在1996年第八次全国代表大会至2001年第九次全国代表大会期间设立的权力核心机构。越共中央政治局常委会由中央政治局提名产生，中央政治局常委代表中央政治局领导和监督党的决议的执行情况，负责准备政治局需要进行审议并作出决定的问题，直接监督经济政策的实施，并覆盖社会、国防、安全、外交、党务、人事、公关等方面，处理党的日常工作。
1996年6月召开的越共八大产生了5人组成的政治局常委会，成员包括：杜梅、黎德英、武文杰、黎可漂、阮晋勇。1997年12月召开的第八届中央委员会第四次全体会议产生新的政治局常委会，成员包括：黎可漂、陈德良、潘文凯、农德孟、范世阅和阮富仲（1999年8月增选）。
2001年4月的越共九大决议废除中央政治局常务委员会，重新设立中央书记处作为党的日常工作机关，执行中央政治局的决议。

## 八届一中全会政治局常委
| 排名 | 肖像 | 姓名   | 任期开始  | 任期结束   | 主要职务                     |
| ---- | ---- | ------ | --------- | ---------- | ---------------------------- |
| 1    |      | 杜梅   | 1996年7月 | 1997年12月 | 越南共产党中央委员会总书记   |
| 2    |      | 黎德英 | 1996年7月 | 1997年12月 | 越南社会主义共和国主席       |
| 3    |      | 武文杰 | 1996年7月 | 1997年12月 | 越南政府总理                 |
| 4    |      | 黎可漂 | 1996年7月 | 连任       | 越南人民军总政治部主任       |
| 5    |      | 阮晋勇 | 1996年7月 | 1997年12月 | 越南共产党中央经济委员会主任 |

## 八届四中全会政治局常委
| 排名 | 肖像 | 姓名   | 任期开始   | 任期结束  | 主要职务                       |
| ---- | ---- | ------ | ---------- | --------- | ------------------------------ |
| 1    |      | 黎可漂 | 1997年12月 | 2001年4月 | 越南共产党中央委员会总书记     |
| 2    |      | 陈德良 | 1997年12月 | 2001年4月 | 越南社会主义共和国主席         |
| 3    |      | 潘文凯 | 1997年12月 | 2001年4月 | 越南政府总理                   |
| 4    |      | 农德孟 | 1997年12月 | 2001年4月 | 越南国会主席                   |
| 5    |      | 范世阅 | 1997年12月 | 2001年4月 | 越南祖国阵线中央主席团主席     |
| 6    |      | 阮富仲 | 1999年8月  | 2001年4月 | 越南共产党中央理论委员会副主席 |